# As Somozas
As Somozas település Spanyolországban, A Coruña tartományban. As Somozas Ortigueira, As Pontes de García Rodríguez, San Sadurniño, Moeche és Cerdido községekkel határos. Lakosainak száma 1068 fő (2024).

## Népesség
A település lakosságának változását az alábbi diagram mutatja:
| Lakosok száma | 1449 | 1403 | 1392 | 1382 | 1306 | 1211 | 1160 | 1098 | 1076 | 1068 |
|               | 2001 | 2004 | 2006 | 2009 | 2011 | 2014 | 2016 | 2019 | 2021 | 2024 |